# Наниково
На́никово (до 1948 года — Барако́ль; укр. Нанікове, крымскотат. Baraq Köl, Баракъ Коль) — село на востоке Крымского полуострова. Объект территориальных разногласий. Согласно административно-территориальному делению России — входит в городской округ Феодосия Республики Крым, согласно административно-территориальному делению Украины — в Феодосийский горсовет Автономной Республики Крым, в составе Коктебельского поссовета. Контролируется РФ.

## Население
| 2001 | 2014 |
| ---- | ---- |
| 556  | ↘438 |

### Динамика численности населения
| - 1864 год — 7 чел. - 1892 год — 0 чел. - 1902 год — 8 чел. - 1926 год — 78 чел. | - 1939 год — 76 чел. - 2001 год — 556 чел. - 2009 год — 580 чел. - 2014 год — 438 чел. |

## Современное состояние
На 2018 год в Наниково числится 12 улиц и 1 переулок; на 2009 год, по данным поссовета, село занимало площадь 44,8 гектара на которой, в 156 дворах, проживало 580 человек. В селе действуют сельский клуб «Восход» и библиотека, фельдшерско-акушерский пункт, Наниково связано с Феодосией городскими автобусами.

## География
Наниково расположено примерно в 22 километрах (по шоссе) от центра Феодосии (там же ближайшая железнодорожная станция) и в 6,5 км к северу от Коктебеля, у южного подножия горы Клементьева в Баракольской котловине, высота центра села над уровнем моря 62 м. До Феодосии — 17 км по шоссе, там же ближайшая железнодорожная станция Феодосия — в 19 км. Транспортное сообщение осуществляется по региональной автодороге 35Н-594 Наниково — до шоссе «Алушта — Судак — Феодосия» (по украинской классификации — С-0-11512).

## История
Археологическая разведка выявила у современного села небольшое поселение VIII—X века, но подробных раскопок не проводилось. Существовала ли деревня во время владычества генуэзцев (1261—1453) и после завоевания Османской империей в 1475 году, свидетельств пока нет. По утверждению Крымскотатарской энциклопедии впервые упоминается в 1613 году.
Первое документальное упоминание села встречается в Камеральном Описании Крыма… 1784 года, судя по которому, в последний период Крымского ханства Баракноли входил в Беш-Кабакский кадылык Кефинского каймаканства. Затем, видимо, вследствие эмиграции крымских татар в Турцию, последовавшую вслед за присоединением Крыма к России 8 февраля 1784 года, деревня опустела и вновь встречается на военно-топографической карте генерал-майора Мухина 1817 года, где деревня Бараколь обозначена пустующей. В 1834 году болгарин-корабел Никола Стамов, прибывший ранее на работы в Керчь, поселился с женой на месте бывшей деревни, купив у местного землевладельца участок и построив там постоялый двор. На карте 1836 года в деревне 10 дворов, а на карте 1842 года Бараколь обозначен условным знаком «малая деревня», то есть, менее 5 дворов.
В 1860-х годах, после земской реформы Александра II, деревню приписали к Владиславской волости. Согласно «Списку населённых мест Таврической губернии по сведениям 1864 года», составленному по результатам VIII ревизии 1864 года, Бараколь — владельческий хутор болгар-колонистов с 2 дворами и 7 жителями при источнике. На трёхверстовой карте Шуберта 1865—1876 года в деревне Бараколь обозначено 8 дворов.
После земской реформы 1890-х годов селение приписали к Салынской волости. По «…Памятной книжке Таврической губернии на 1892 год» в Бараколе, входившем в Изюмовское сельское общество, жителей и домохозяйств не числилось На верстовой карте Крыма 1896 года обозначен хутор Бараколь без указания числа дворов.. По «…Памятной книжке Таврической губернии на 1902 год» в деревне Бараколь, входившей в Салынское сельское общество, жителей и домохозяйств не числилось, а на одноимённом хуторе — 8 жителей. В Статистическом справочнике Таврической губернии. Ч.II-я. Статистический очерк, выпуск пятый Феодосийский уезд, 1915 год селение не записано.
После установления в Крыму Советской власти, по постановлению Крымревкома от 8 января 1921 года была упразднена волостная система и село вошло в состав вновь созданного Старо-Крымского района Феодосийского уезда, а в 1922 году уезды получили название округов. 11 октября 1923 года, согласно постановлению ВЦИК, в административное деление Крымской АССР были внесены изменения, в результате которых округа ликвидировались и Старо-Крымский район стал самостоятельной административной единицей. Декретом ВЦИК от 04 сентября 1924 года «Об упразднении некоторых районов Автономной Крымской С. С. Р.» Старо-Крымский район был упразднён и село включили в Феодосийский район. Согласно Списку населённых пунктов Крымской АССР по Всесоюзной переписи 17 декабря 1926 года, в селе Бараколь Коктебельского сельсовета Феодосийского района, числилось 19 дворов, из них 14 крестьянских, население составляло 78 человек, из них 68 русских, 8 болгар и 2 украинцев. Постановлением ВЦИК «О реорганизации сети районов Крымской АССР» от 30 октября 1930 года из Феодосийского района был выделен (воссоздан) Старо-Крымский район (по другим сведениям 15 сентября 1931 года) и село включили в его состав. По данным всесоюзной переписи населения 1939 года в селе проживало 76 человек. Из воспоминаний годротехника Александра Михайловича Левда известно, что в селе в 1938 году строился водопровод.
В 1944 году, после освобождения Крыма от фашистов, 12 августа 1944 года было принято постановление № ГОКО-6372с «О переселении колхозников в районы Крыма» и в сентябре того же года в село приехали первые переселенцы, 1268 семей, из Курской, Тамбовской и Ростовской областей, а в начале 1950-х годов последовала вторая волна переселенцев. С 1954 года местами наиболее массового набора населения стали различные области Украины. С 25 июня 1946 года селение в составе Крымской области РСФСР. Указом Президиума Верховного Совета РСФСР от 18 мая 1948 года, Бараколь переименовали в Наниково. Обычно считается, что новое название дано в честь партизана лейтенанта Наникова, погибшего при освобождении села весной 1944 года и похороненного в братской могиле в Коктебеле, но историк Сергей Николаевич Ткаченко полагает более вероятным его происхождение от фамилии партизанского комиссара Няненкова (или Нянникова), погибшего в январе 1944 во время партизанского налёта на размещённый в селе гарнизон оккупантов и здесь же похороненного. 26 апреля 1954 года Крымская область была передана из состава РСФСР в состав УССР.
После ликвидации в 1959 году Старокрымского района село переподчинили Судакскому району. Согласно «Справочнику административно-территориального деления Крымской области на 15 июня 1960 года» село входило в состав Планерского сельского совета Судакского района. Указом Президиума Верховного Совета УССР «Об укрупнении сельских районов Крымской области», от 30 декабря 1962 года село Наниково Феодосийского горсовета присоединили к Алуштинскому району. 1 января 1965 года, указом Президиума ВС УССР «О внесении изменений в административное районирование УССР — по Крымской области», включили в состав Феодосийского горсовета. Согласно справочникам административно-территориального деления Крымской области 1968 и 1977 годов, тогда Наниково входило в состав Щебетовского поссовета. Время переподчинения Коктебельскому сельсовету пока не установлено. По данным переписи 1989 года в селе проживало 252 человека. С 12 февраля 1991 года село в восстановленной Крымской АССР, 26 февраля 1992 года переименованной в Автономную Республику Крым. С 21 марта 2014 года в составе Крыма аннексировано Россией, с 5 июня 2014 года — в Городском округе Феодосия.